# Bund (Einheit)
Bund ist ein historisches deutsches Stückmaß für Reet im Rohrdachbau mit regionalabhängigen Bezeichnungen.
Der Materialverbrauch für ein neu zu deckendes Dach fand in diesem Maß die Berechnungsgrundlage.
- 1 Bund = 1 Bündel oder Garbe, Schof, Schoof, Schob, Scheeb, Docke
- 20 Bund = 1 Schof oder Stieg, Draaf, Draf
- 60 Bund = 1 Schock
- 100 Bund = 1 Finn

Der Begriff Schof steht einmal für ein Bund, ein anderes Mal für Zwanzig Bund, einem sogenannten Bundpaket.